# Wincenty Kadłubek

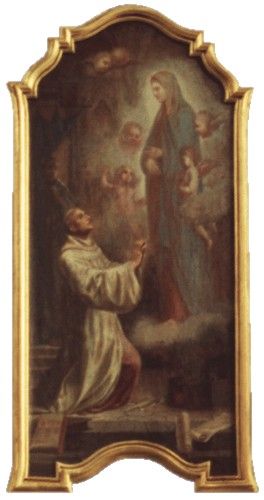
Wincenty Kadłubek auf einem Bild aus der Kathedrale von Sandomir

Wincenty Kadłubek (* um 1150; † 3. März 1223 im Kloster Jędrzejów) war Bischof von Krakau und polnischer Chronist.

## Leben und Werk
Wincenty (Vincencius) Kadłubek stammte vermutlich aus südpolnischem Hochadel. Nach Studium in Paris und Bologna seit 1189 als Magister an der Hofkanzlei von Seniorherzog Kasimir II. in Krakau tätig, lehrte er wahrscheinlich auch an der dortigen Kathedralschule. Nach 1191 Propst des Marienstiftes in Sandomierz, 1208 Bischof von Krakau, resignierte er 1218, um sich in die Zisterzienserabtei Jędrzejów als Mönch zurückzuziehen.
Er verfasste eine vierbändige bis 1205 reichende Chronica Polonorum, auch Chronica seu originale regum et principum Poloniae, in vorzüglichem Latein. In Buch 1–3 führen Erzbischof Johannes von Gnesen und Bischof Matthäus von Krakau einen gelehrten Dialog über die Geschichte Polens, das 4. Buch ist erzählend, wenn auch mit dialogisierten Einschüben durchsetzt, darunter einem Epicedium auf den Tod Kasimirs II., einem scholastisch geprägten, in 58 trochäischen Strophen abgefassten Streit der personifizierten Maeror und Iocunditas (IV, 20).
Seine Bildung umfasste römisches und kanonisches Recht (etwa 180 Zitate), er kannte zahlreiche antike und spätantike Autoren, hatte eine besondere Vorliebe für Exempla aus Justins Epitoma Pompei Trogi, knüpfte an die neuplatonische Strömung der Schule von Chartres, die Staatsphilosophie und politische Moralistik des Johannes von Salisbury und an Macrobius, die Pariser Dialektik sowie Vagantendichtung an, auch an die anglonormannischen Schulmeister, die in Paris wirkten. In der kreativen Freude an Ausweitung der Vorgeschichte darf Kadłubek in die Nähe von Geoffrey von Monmouth und Saxo Grammaticus gestellt werden.
Seine pragmatische Deutung der polnischen Geschichte ist unter die Idee der politischen Gerechtigkeit und des Wohlergehens der cives gestellt. Besondere Aufmerksamkeit schenkte Kadłubek dem Krakauer Sagenkreis der südpolnischen Lechiten (I. Buch), wie Legenden über Krak, Wawel-Drache und die Wanda-Sage, dem blutigen Konflikt zwischen König Boleslaw II. und dem Heiligen Stanislaus von Krakau, Bischof von Krakau (Doppelauslegung der Kirchen- und Staatsraison: II, 16–20), dem Konflikt Bolesław III. Schiefmund mit seinem Halbbruder Zbigniew (II, 28–31) sowie den Rivalitäten der Fürsten um die Macht in Krakau, dem Sitz des princeps der Fürsten, vor allem dem Aufstieg Kasimirs II. in der Auseinandersetzung mit dem großpolnischen Fürsten Mieszko III., der den Krakauern als Tyrann erschien (IV, 2–5). Wincenty Kadłubek wurde 1764 von Papst Clemens XIII. seliggesprochen, sein Gedenktag ist der 8. März.